# Popular Computing Weekly
Popular Computing Weekly è stata una rivista inglese di informatica, pubblicata dal 1982 al 1990. A volte veniva indicata come PCW (sebbene tale acronimo venisse più associato ad un'altra rivista coeva, ovvero Personal Computer World).

## Storia
Il primo numero uscì il 23 aprile 1982. Copriva una vasta gamma di argomenti, spaziando da giochi ad affari e software di produttività personale. La società fondatrice era la Sunshine Publications con sede a Londra e il distributore era Duncan Scot. Durante il 1989 la società inglobò anche Computer Gamesweek.
Il magazine si distinse per essere l'unico settimanale sui computer del Regno Unito dell'epoca e per la sua ultima pagina, dominata da una pubblicità in forma di fumetto,  Piman, della ditta Automata UK, pubblicata tra il 1983 e il 1986.
Un'altra caratteristica degna di nota delle prime edizioni erano le illustrazioni di alta qualità sulle copertine delle riviste. Queste scomparvero nel 1983.
Regolarmente veniva pubblicata una colonna dedicata ai giochi di avventura, in particolare alle avventure testuali. Recensioni e spoiler criptici erano attesi con impazienza. I lettori che avevano completato l'avventura testuale di enorme successo The Hobbit, pubblicato per la prima volta su Sinclair ZX Spectrum, furono invitati ad aggiungere i loro nomi alla Hobbit Hall of Fame. La rivista chiuse con il numero 415 pubblicata nel giugno 1990.